# Tandy 2000
Tandy 2000 — персональный компьютер, выпускавшийся с сентября 1983 года корпорацией Tandy и реализовывашийся принадлежавшей ей розничной сети RadioShack.
Микропроцессор — Intel 80186 частотой 8 МГц, работал под управлением MS-DOS. Ввиду 16-битной шины и более эффективного декодирования команд i80186, Tandy 2000 на то время работал значительно быстрее, чем PC XT, и даже немного быстрее, чем PC AT. Несмотря на то, что Tandy 2000 рекламировался как совместимый с IBM PC, корректно работали на нём только программы, использующие стандартные вызовы MS-DOS и текстовый режим.
Tandy 2000 и его специальная версия MS-DOS поддерживали до 768 КБ ОЗУ, что значительно превышало ограничение в 640 КБ, налагаемое архитектурой IBM PC. В нём использовались двухсторонние 80-дорожечные дискеты ёмкостью 720 КБ, в то время как стандарт IBM на момент появления Tandy 2000 составлял всего 360 КБ.
На корпусе Tandy 2000 были нанесены логотипы «Tandy» и «TRS-80», что ознаменовало начало поэтапного отказа от бренда «TRS-80».
В 1984—1985 годы заменён следующими моделями — Tandy 1000 и Tandy 3000.